# Newcombes Lake
Newcombes Lake (pierwotnie Abraham Lake) – jezioro w kanadyjskiej prowincji Nowa Szkocja, w hrabstwie Halifax, na zachód od jeziora Lake Charlotte.